# 中畠晴時
中畠 晴時（なかはた はるとき）は、安土桃山時代の武将。白河結城氏の一門で、後に蒲生氏の家臣。中畑 晴時とも呼ばれる。

## 概略
中畠晴常の子として誕生。兄・晴辰の跡を継ぎ、隈井城（観音山館）を譲り受ける。小田原征伐後に奥州に進軍する豊臣秀吉に同調せず、秀吉が会津に向かった際、勢至堂峠の馬尾滝で秀吉を火縄銃で狙撃するが、弾を逸らし秀吉殺害に失敗、晴時は隈井姓に変えて身を隠した。その後、蒲生氏郷に従い九戸政実の乱に出陣し、討死した。
子・晴倶は家臣の相楽氏に匿われ成長したので相楽氏を名乗り、のち会津に入った加藤嘉明に仕えたという。子孫は水戸藩に仕え、結城姓に復した。
なお、松尾芭蕉と親交があった須賀川の俳人相楽等躬は、晴倶の五男・貞栄の子（晴時の曾孫）にあたる。